# Dasysyrphus intrudens
Dasysyrphus intrudens är en tvåvingeart som först beskrevs av Osten Sacken 1877.  Dasysyrphus intrudens ingår i släktet skogsblomflugor, och familjen blomflugor. Inga underarter finns listade i Catalogue of Life.